# Stanisław Golski
Stanisław Golski (Gulski) herbu Rola (zm. 1612) – wojewoda ruski od 1603, podolski od 1599, kasztelan halicki od 1594, starosta barski i latyczowski, przedstawiciel dyplomatyczny Rzeczypospolitej w Imperium Osmańskim w 1597 roku. 

## Życiorys

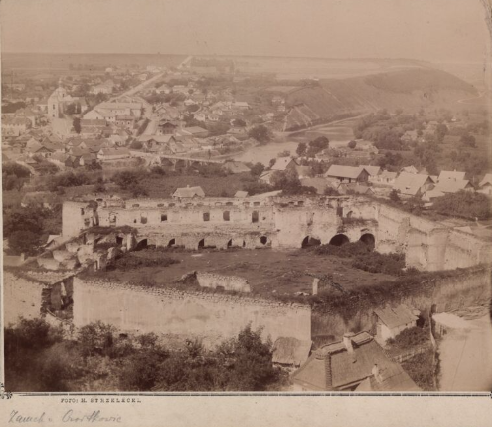
Zamek w Czortkowie ok. 1865 r.

Był rotmistrzem królewskim. Wziął udział w wojnie polsko-rosyjskiej 1577–1582. Wraz z wojskiem kwarcianym bronił kresów południowo-wschodnich Rzeczypospolitej przed Tatarami.
W lutym 1583 wysłany został przez Jana Zamoyskiego do księcia księcia wołoskiego Mihnea II w celu zapobieżenia najazdowi Tatarów. W 1595 uczestniczył w wyprawie mołdawskiej Jana Zamoyskiego. W 1597 stanął na czele poselstwa do Turcji. 
W 1600 król wydał przywilej, zezwalający zaludnienie wsi Czeremysy (łac. Czeremissa, obecnie Czemerysy Barskie), które przez kilku lat wcześniej rozpoczął Stanisław Golski. Niestety, fundacja nie została udaną.
7 października 1606 roku podpisał ugodę pod Janowcem. W czasie rokoszu Zebrzydowskiego stanął po stronie króla. W czasie bitwy pod Guzowem w 1607 dowodził wraz z Janem Potockim hufcem czelnym wojsk królewskich. W latach 1607–1611 odbył podróż do Francji, Anglii, Hiszpanii i Włoch. W 1612 zastępował chorego Stanisława Żółkiewskiego w dowodzeniu armią.
W 1611 Jerzy Wojciech Buczacki-Tworowski sprzedał mu wsie Góra, Żyznowiec, Trybuchowce, Mezańce, Soroka, Pilatówka. Stanisław Golski był właścicielem m.in. Buczacza, Podhajec i Czortkowa.
Jego małżonkami były Katarzyna Buczacka-Tworowska (posag jej był ubezpieczony na Buczaczu) i Anna Potocka (córka kasztelana kamienieckiego Andrzeja Potockiego).
13–14 sierpnia 2016 w Czortkowie odbędzie się festiwal «Гольський FEST» (Golski FEST).
Jego stryjecznym był Gabriel Gulski.